# Les Bordes (Loiret)
Les Bordes é uma comuna francesa na região administrativa do Centro, no departamento Loiret. Estende-se por uma área de 23,95 km². Em 2010 a comuna tinha 1 957 habitantes (densidade: 81,7 hab./km²).